# Bos van Mormal
Het Bos van Mormal (Frans:Forêt (domaniale) de Mormal) is een staatsbos en natuurgebied in het Franse Noorderdepartement in het Regionaal natuurpark van de Avesnois. Het loofbos is 91,63 vierkante kilometer groot en is daarmee het grootste bos van het Noorderdepartement. Het Bos van Mormal wordt beheerd door de Franse overheidsdienst Office National des Forêts. Een deel van het bos van Mormal is Europees beschermd als Natura 2000-gebied (habitatrichtlijngebied FR 3100509).

## Fauna
In het bos leeft onder andere ree, everzwijn, edelhert (enige kudde van het Noorderdepartement). Deze dieren werden opnieuw uitgezet aangezien het bos overbejaagd werd na de Franse Revolutie. Verder komt er onder andere wilde kat, zwarte ooievaar, eekhoorn, marter voor.

## Flora
Het loofbos van Mormal bestaat voornamelijk uit zomereik en beuk, met hier en daar haagbeuk en es. De bomen zijn vrij jong omdat het bos tijdens de Eerste Wereldoorlog voor twee derde gekapt werd. In augustus 1914 gebruikte het Engelse leger het bos tijdens de Grote Terugtocht. Tijdens de Tweede Wereldoorlog liep het bos ook schade op.

## Natuurbeleving
Het bos van Mormal is vrij toegankelijk op de boswegen en bospaden die het gebied doorkruisen. Door het bos loopt de GR122.

## Afbeeldingen

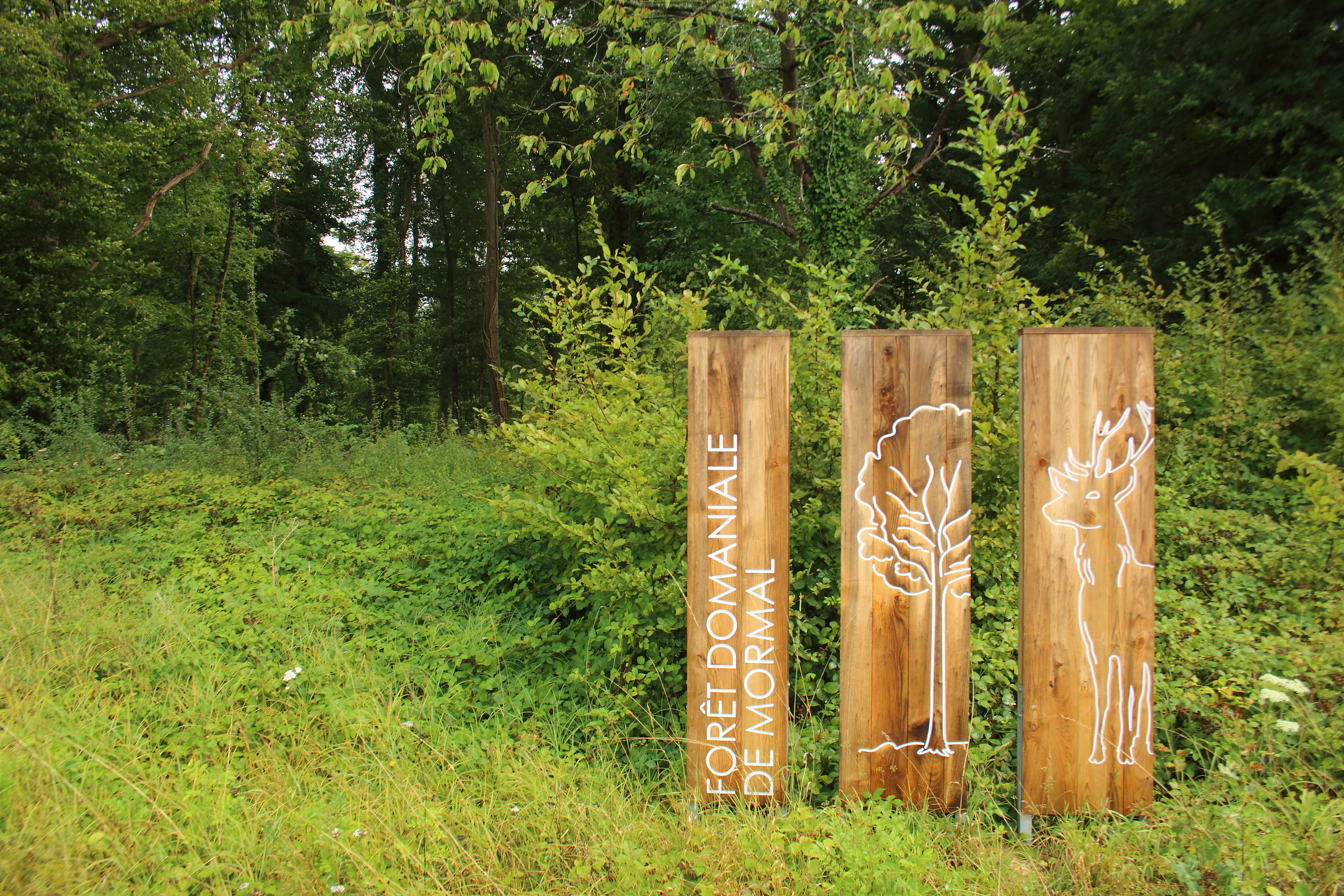
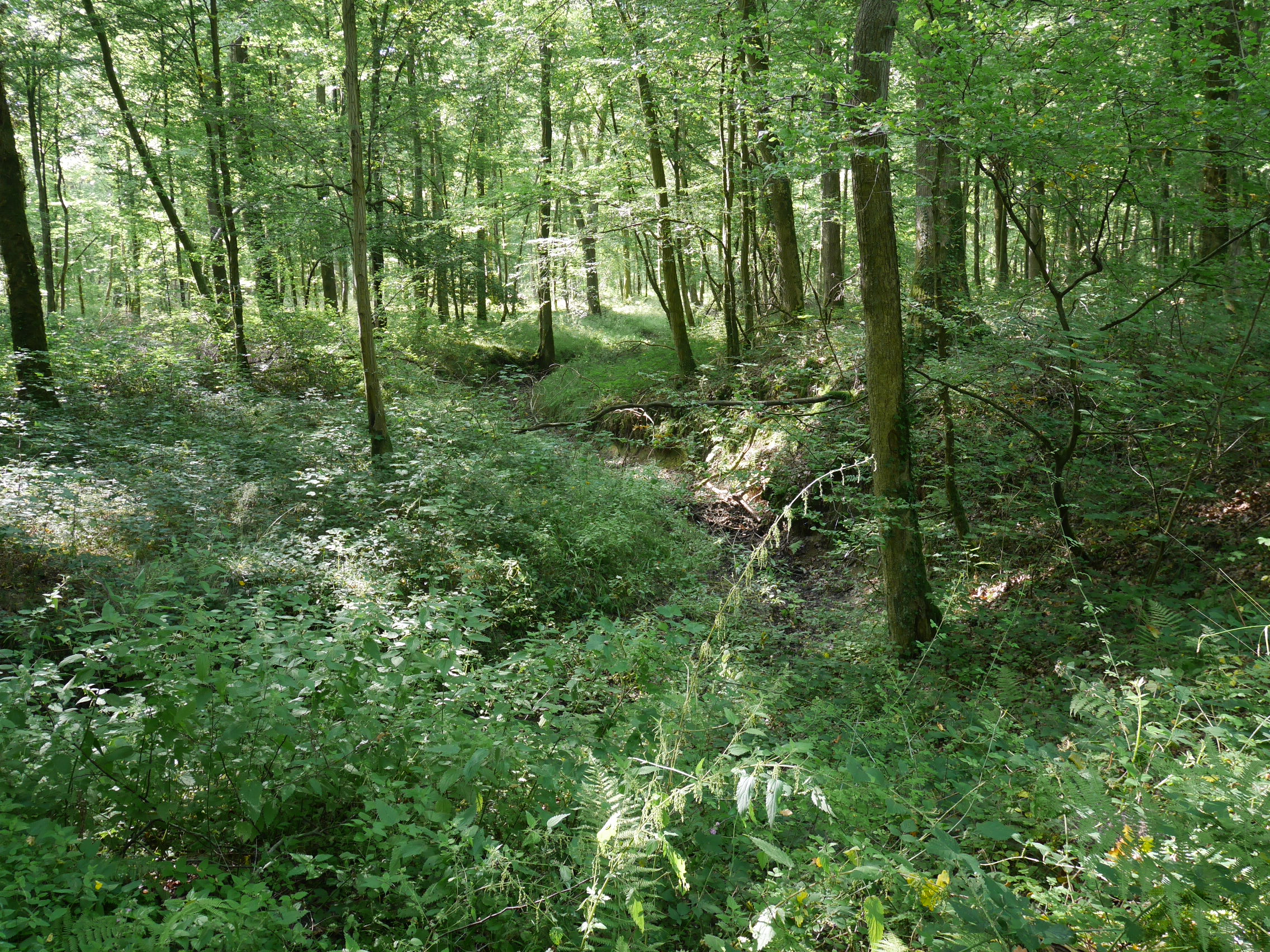
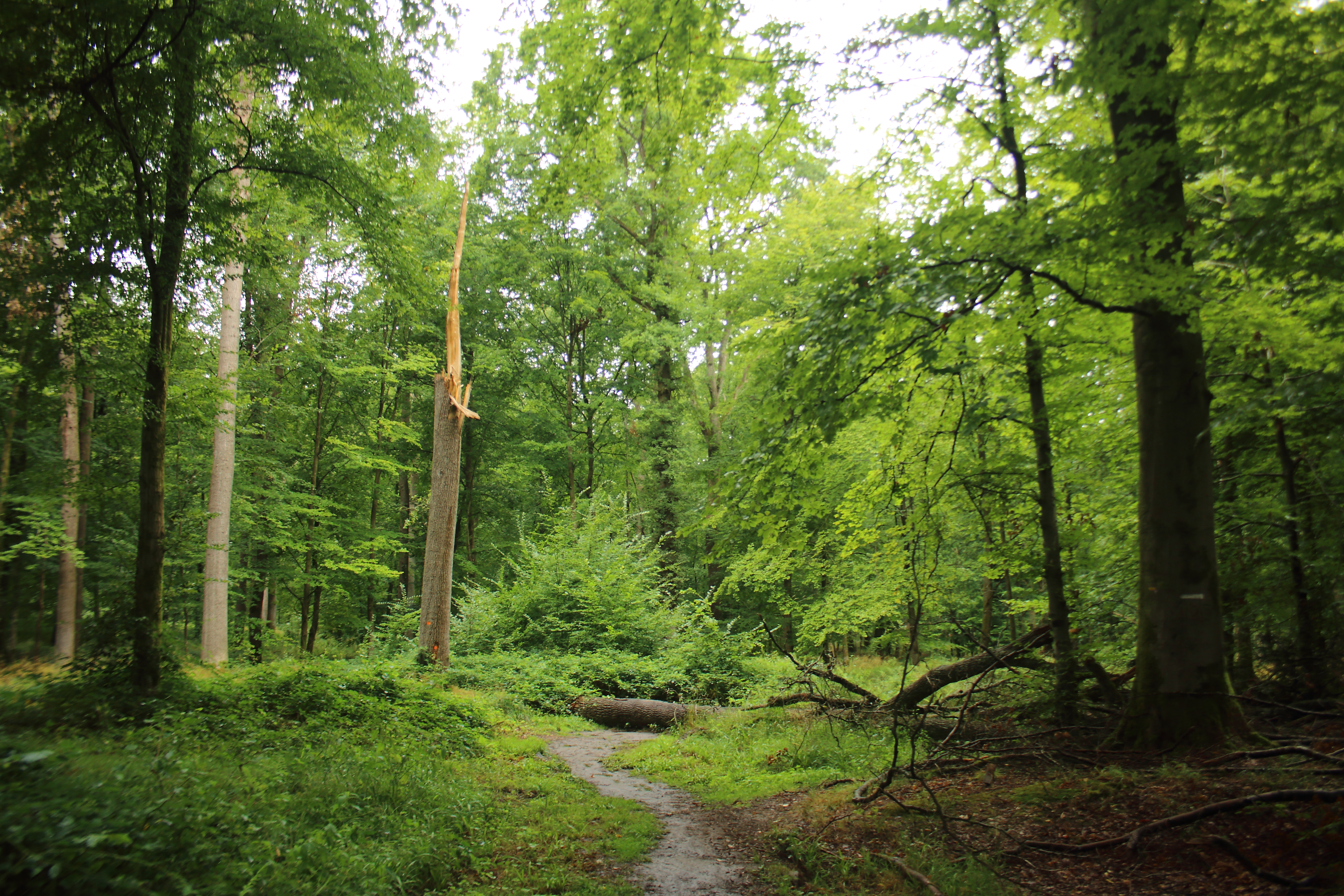
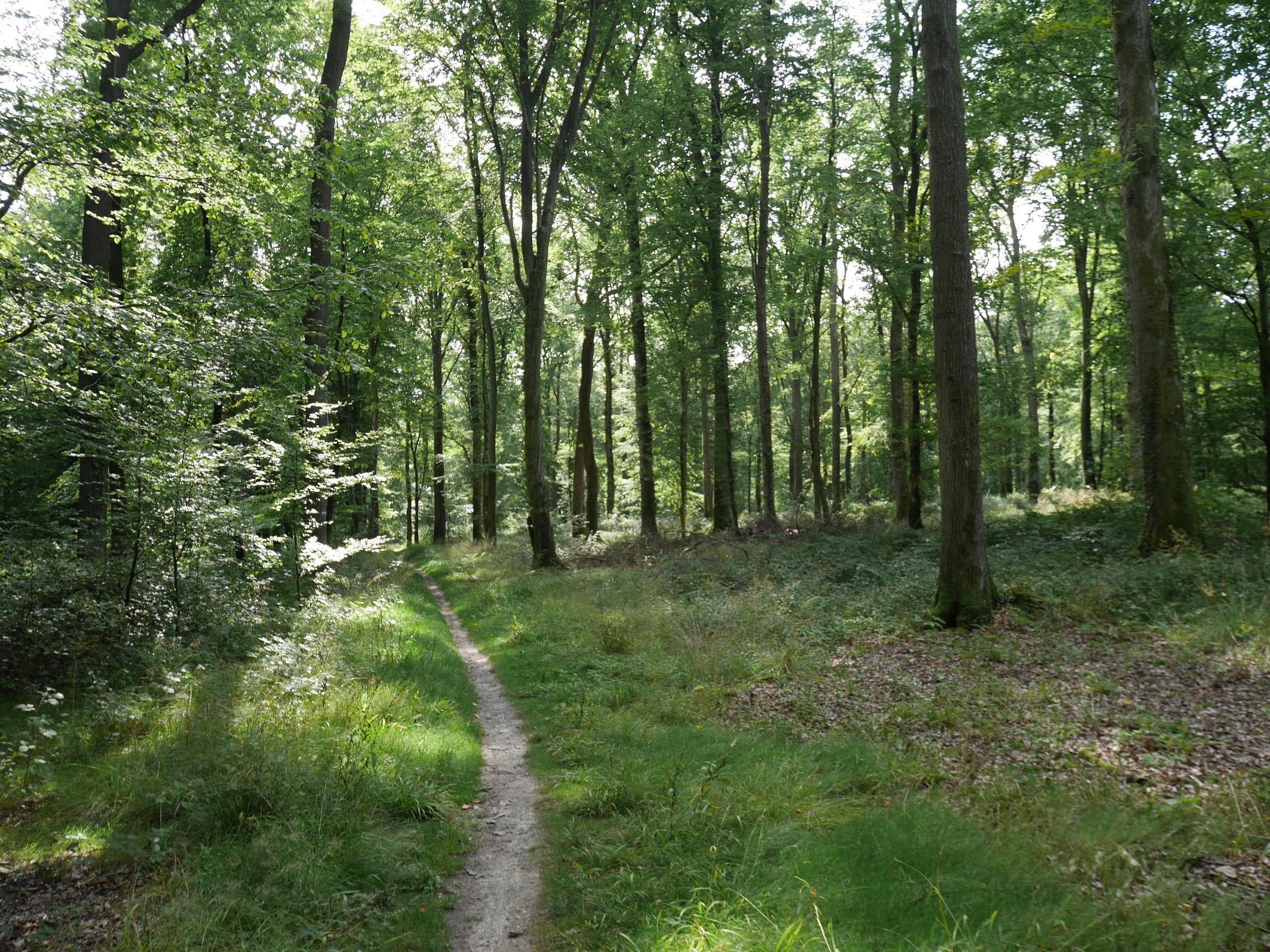
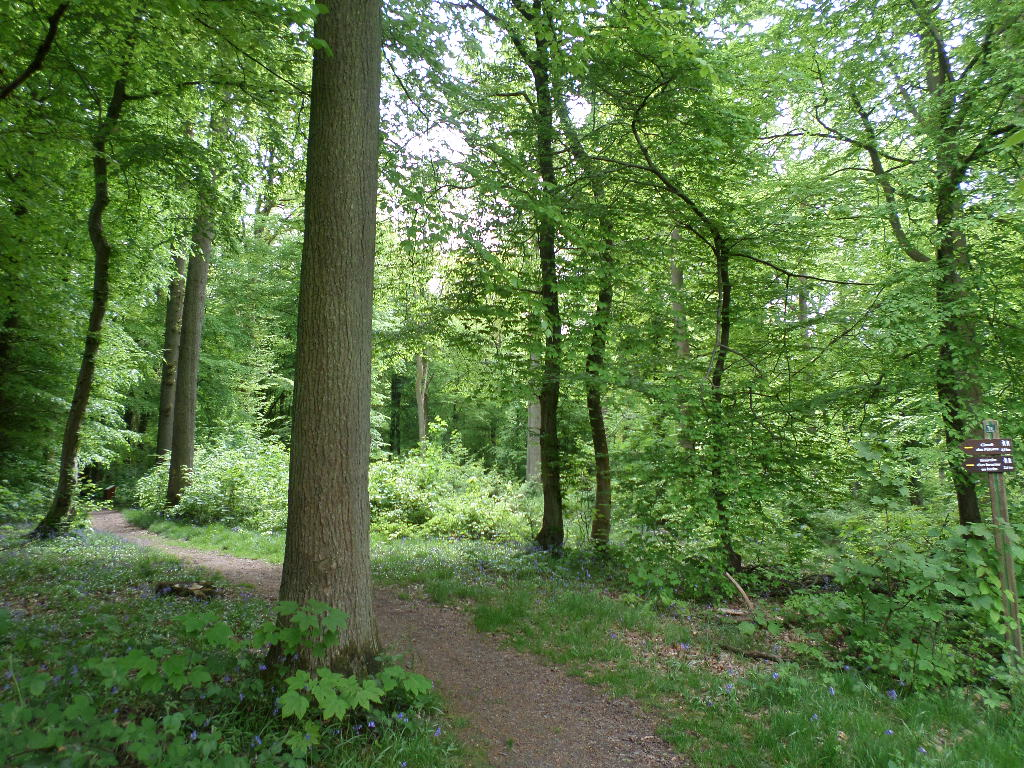
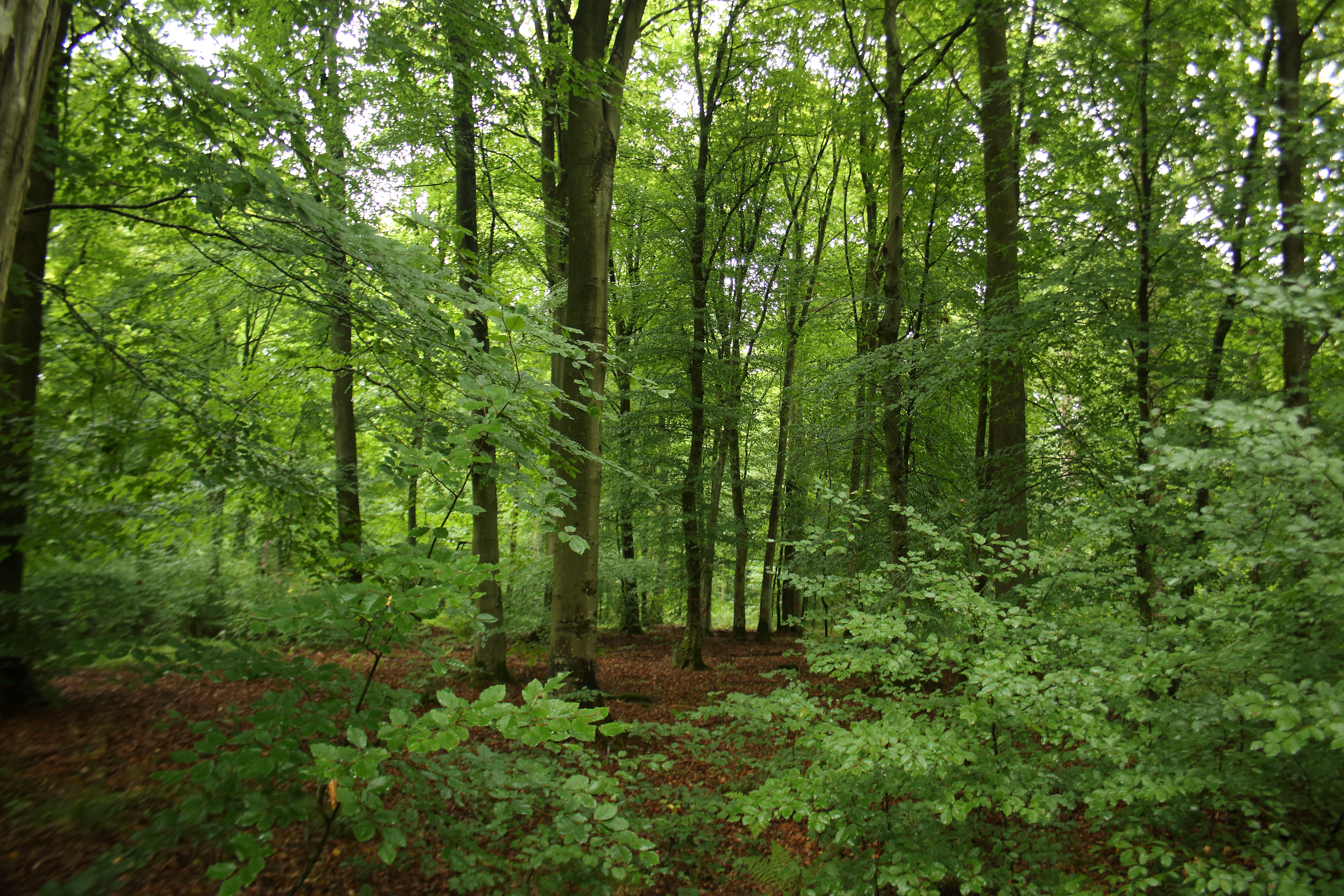